# Душан Ковачевич
Душан Ковачевич (на сръбски: Душан Ковачевић или Dušan Kovačević) е сръбски драматург и режисьор.
Известен е със своите театрални пиеси и сценарии за филми. Познат с написаните от него сценарии за филмите „Ъндърграунд“ (режисьор Емир Костурица, филмът печели „Златна палма“ на Кинофестивала в Кан) и „Кой пее там“.

## Биография
Роден е на 12 юли 1948 година в Мърченовац, община Шабац, тогава във ФНРЮ. Завършва гимназия в град Нови Сад. През 1973 година получава степен бакалавър по драматургия в Белградския университет. През 1974 година, в течение на пет години, Ковачевич работи като драматург в белградската телевизия. През 1998 година става художествен ръководител на театър „Звездара“. В началото на 2003 година снима своя първи филм „Професионалист“ (Профессионал).
Творчеството на Ковачевич е известно и популярно в Сърбия. Негови пиеси са преведени на 17 езика, но неговите работи не са превеждани на английски език до средата на 90-те години на ХХ век. Една от неговите пиеси – „Балкански шпионин“, е поставена на сцена в Пекин, по време на протестите на площад „Тиенанмън“, но е забранена от властите.
Душан Ковачевич е член на Сръбската академия на науките и изкуствата.